# مارشا شارب
مارشا شارب (بالإنجليزية: Marsha Sharp)‏ هي مدربة كرة سلة أمريكية، ولدت في 31 أغسطس 1952 في جزيرة ويدبي ‏ في الولايات المتحدة.

## روابط خارجية
- مارشا شارب على موقع قاعة مشاهير كرة السلة للسيدات (الإنجليزية)
- مارشا شارب على موقع كلية كرة السلة في سبورتس رفرنس.كوم (الإنجليزية)